# Eria pinguis
Eria pinguis är en orkidéart som beskrevs av Henry Nicholas Ridley. Eria pinguis ingår i släktet Eria och familjen orkidéer. Inga underarter finns listade i Catalogue of Life.